# Pseudoclausia olgae
Pseudoclausia olgae là một loài thực vật có hoa trong họ Cải. Loài này được Botsch. miêu tả khoa học đầu tiên.